# Anderson Township (Ohio)
Anderson Township ist eine Township im Hamilton County, Ohio mit 43.446 Einwohnern. (Stand: 2010)

## Geographie
Umgeben wird die Cross Creek Township von der Columbia Township im Norden, der Union Township im Osten, der Campbell County im Süden und von Cincinnati im Westen.

## Persönlichkeiten
- Henry Smith Van Eaton (1826–1898), Politiker, im Anderson Township geboren
- Tim DeZarn (* 1952), Schauspieler, ging im Anderson Township zur Schule